# 林宗琦
林宗琦（1930年—），男，浙江吴兴人，中国电磁场与微波技术专家，曾任上海交通大学教授、博士生导师。